# Программист-прагматик
Программист-прагматик (англ. The Pragmatic Programmer) — это книга о компьютерном программировании и разработке программного обеспечения, написанная Эндрю Хантом и Дейвом Томасом и опубликованная в октябре 1999 года. Она используется в качестве учебника в соответствующих университетских курсах, в частности,  Вашингтонского университета, основанного в 1861 г.. Второе издание «Прагматичный программист: Путь от подмастерья к мастеру» было выпущено в 2019 году к 20-летию книги с существенными изменениями и новыми материалами, отражающими изменения в отрасли за последние двадцать лет.
Книга представляет собой не систематическую теорию, а скорее набор советов по прагматическому улучшению процесса разработки. Основными качествами того, кого авторы называют прагматичным программистом, являются: быть «ранним последователем», быстрая адаптация, любознательность и критическое мышление, реализм и способность быть «мастером на все руки».
В книге используются аналогии и рассказы для представления методологий развития и предостережений, например, теория разбитых окон, история каменного супа или лягушки в кипятке. Некоторые концепции были названы или популяризированы в книге, например, «кодовые ката», небольшие упражнения для отработки навыков программирования, DRY (или «Не повторяйся») и «Метод утёнка» (метод отладки, название которого является отсылкой к рассказу в книге).
В 2020 году Хант и Томас дали интервью GOTO Book Club, посвященное 20-летию выпуска книги, рассказав о своем пути к написанию книги, о том, как изменилось её содержание с момента первого выпуска и что осталось неизменным за последние два десятилетия.

## Российские издания
В России книга Ханта и Томаса публиковалась дважды, в 2007 году (издательство «Лори») и в 2020 году (издательство «Диалектика»).